# Les Frelons et les Mouches à miel
Les Frelons et les Mouches à miel est la vingt-et-unième fable du livre I de Jean de La Fontaine situé dans le premier recueil des Fables de La Fontaine, édité pour la première fois en 1668.

## Texte de la fable
À l'œuvre on connaît l'artisan.
Quelques rayons de miel sans maître se trouvèrent,
       Des Frelons les réclamèrent,
       Des Abeilles s'opposant,
Devant certaine Guêpe on traduisit la cause.
Il était malaisé de décider la chose :
Les témoins déposaient qu'autour de ces rayons
Des animaux ailés, bourdonnants, un peu longs,
De couleur fort tannée et tels que les Abeilles,
Avaient longtemps paru. Mais quoi ! dans les Frelons
       Ces enseignes étaient pareilles.
La Guêpe, ne sachant que dire à ces raisons,
Fit enquête nouvelle, et pour plus de lumière,
       Entendit une fourmilière.
       Le point n'en put être éclairci.
       De grâce, à quoi bon tout ceci ?
       Dit une Abeille fort prudente,
Depuis tantôt six mois que la cause est pendante,       
Nous voici comme aux premiers jours ;.
       Pendant cela le miel se gâte.
Il est temps désormais que le Juge se hâte :
       N'a-t-il point assez léché l'ours ?
Sans tant de contredits et d'interlocutoires,
       Et de fatras, et de grimoires,
       Travaillons, les Frelons et nous :
On verra qui sait faire, avec un suc si doux,
       Des cellules si bien bâties.
       Le refus des Frelons fit voir
       Que cet art passait leur savoir ;
Et la Guêpe adjugea le miel à leurs parties.
Plût à Dieu qu'on réglât ainsi tous les procès !
Que des Turcs en cela l'on suivît la méthode !
Le simple sens commun nous tiendrait lieu de Code :
       Il ne faudrait point tant de frais ;
       Au lieu qu'on nous mange, on nous gruge,
       On nous mine par des longueurs :
On fait tant, à la fin, que l'huître est pour le juge,
Les écailles pour les plaideurs.